# Smardzew (powiat łęczycki)
Smardzew – wieś w Polsce położona w województwie łódzkim, w powiecie łęczyckim, w gminie Grabów.
W latach 1975–1998 miejscowość należała administracyjnie do województwa konińskiego.
Zobacz też: Smardzew, Smardzewice, Smardzewo